# Zola élete
A Zola élete (eredeti cím: The Life of Emile Zola) 1937-ben bemutatott amerikai életrajzi filmdráma William Dieterle rendezésében. A késői 19. században játszódó, Émile Zola életét feldolgozó produkciót tíz Oscar-díjra jelölték, melyből hármat nyert meg, köztük a legjobb film díját. A film középpontjában a Dreyfus-ügy áll.
2000-ben az Amerikai Egyesült Államok Nemzeti Filmmegőrzési Bizottsága beválasztotta a filmet a Nemzeti Filmarchívumba.

## Történet
|  | Alább a cselekmény részletei következnek! |

A küszködő író Émile Zola (Paul Muni) egy párizsi tetőtéri hajlékban tengeti napjait a festő barátjával, Paul Cezanne-nal (Vladimir Sokoloff). Egy véletlen találkozása egy rendőrség elől bujkáló utcai prostituálttal segíti az első könyvsikeréhez, a Nanához, mely alulnézetből mutatja be a párizsi utcákat.
A Nanát további sikeres könyvek követik, és Zolából gazdag és híres író válik. Feleségül veszi Alexandrinet (Gloria Holden) és kényelmes életet kezd élni egy kúriában. Egy nap régi barátja Cézanne – aki még mindig szegény és ismeretlen – meglátogatja mielőtt elhagyja a várost. A festő szerint író barátja önteltté vált, és nagyon messzire került reformer ifjúkori önmagától.
Eközben egy francia titkos ügynök megszerez egy levelet, melyet egy katonatiszt a német nagykövetségnek címzett. A levél tartalma megerősíti, hogy egy kém van a francia hadsereg vezetésében. Rövid tanácskozás után a sereg parancsnokai úgy döntenek, hogy a zsidó Alfred Dreyfus (Joseph Schildkraut) az áruló, akit a Francia Guyanán található Ördög-szigeten börtönöznek be.
Később a hírszerzés új főnöke, Picquart ezredes (Henry O'Neill) olyan bizonyítékot fedez fel miszerint a kém Ferdinand Walsin-Esterhazy őrnagy (Robert Barrat), de a felettesei parancsára csendben kell maradnia, elkerülve, hogy kínos helyzetbe hozza őket. Gyorsan át is helyezik egy távoli szolgálati állomásra.
Évek telnek el mikor Dreyfus hűséges felesége, Lucie (Gale Sondergaard) meggyőzi Zolát, hogy vállalja fel férje ügyét. Az író nem hajlandó lemondani kényelmes életéről, de a Lucie által elébe tárt bizonyítékok felcsigázzák érdeklődését. Közzétesz egy levelet egy újságban, melyben a hadsereget szörnyű igazságtalansággal vádolja. Később alig tud elmenekülni a hadsereg ügynökei által felpaprikázott dühös tömeg elől.
Ahogy várható volt az írónak bíróság elé kell állnia rágalmazásért. Az ügyvédje, Maitre Labori (Donald Crisp) minden követ megmozgat, de az elnöklő bíró elutasítja, hogy Dreyfus százados ügyét is felvessék a tárgyalás során. Zolát bűnösnek találják és egy év börtönbüntetésre ítélik. Vonakodva fogadja barátjai tanácsát, hogy Angliába meneküljön, ahol tovább folytatja írói tevékenységét Dreyfus ügyének szolgálatában.
Végül az új vezetés elismeri Dreyfus ártatlanságát. Az ügy felelősei kénytelenek lemondani vagy elbocsátják őket tisztségükből, Walsin-Estherhazy pedig elmenekül az országból. Zola meghal Szén-monoxid-mérgezésben egy meghibásodott tűzhely mellett, egy éjszakával azon nyilvános ceremónia előtt, melyet Dreyfus felmentésének szenteltek.

## Szereposztás
| Színész | Szerep                      | Magyar hang   |
| --- | --------------------------- | ------------- |
| Paul Muni | Émile Zola                  | Kálmán György |
| Gale Sondergaard | Lucie Dreyfus               | Váradi Hédi   |
| Gloria Holden | Alexandrine Zola            | Avar István   |
| Joseph Schildkraut | Alfred Dreyfus százados     |               |
| Donald Crisp | Maitre Labori               |               |
| Robert Barrat | Ferdinand Walsin-Estherhazy |               |
| Morris Carnovsky | Anatole France              |               |
| Louis Calhern | Dorn őrnagy                 |               |
| Ralph Morgan | Párizs parancsnoka          |               |
| Harry Davenport | katonai parancsnok          |               |
| Robert Warwick | Henry őrnagy                |               |
| Montagu Love | Cavaignac                   |               |
| Erin O'Brien-Moore | Nana                        |               |
| John Litel | Charpentier                 |               |
| Henry O'Neill | Picquart ezredes            |               |
| Vladimir Sokoloff | Paul Cézanne                |               |
| Grant Mitchell | Georges Clemenceau          |               |
| Charles Richman | Delagorgue                  |               |
| Gilbert Emery | hadügyminiszter             |               |
| Walter Kingsford | Sandherr ezredes            |               |
| Frank Sheridan | Van Cassell                 |               |
| Lumsden Hare | Mr. Richards                |               |
| Marcia Mae Jones | Helen Richards              |               |
| Florence Roberts | Madame Zola                 |               |
| Dickie Moore | Pierre Dreyfus              |               |
| Rolla Gourvitch | Jeanna Dreyfus              |               |
| További magyar hangok |                             |               |
| Angyal Sándor, Bakos Gyula, Bánhidi László, Básti Lajos, Békés Rita, Bitskey Tibor, Budai István, Csákányi László, Deák Sándor, Dömsödi János, Egri István, Gaál János, Greguss Zoltán, Győrffy György, Hindi Sándor, Inke László, Kamarás Gyula, Képessy József, id. Kőmíves Sándor, Kovács Károly, Láng József, Mányai Lajos, Molnár Tibor, Nagy István, Orbán Viola, Psota Irén, Siménfalvy Sándor, Sugár László, Ungváry László, Vándor József, Zách János |                             |               |

## Oscar-díj
- Oscar-díj (1938)
  - díj: legjobb film – Warner Bros.
  - díj: legjobb férfi mellékszereplő – Joseph Schildkraut
  - díj: legjobb adaptált forgatókönyv – Heinz Herald, Geza Herczeg, Norman Reilly Raine
  - jelölés: legjobb rendező – William Dieterle
  - jelölés: legjobb férfi főszereplő – Paul Muni
  - jelölés: legjobb rendezőasszisztens – Russell Saunders
  - jelölés: legjobb művészeti rendező – Anton Grot
  - jelölés: legjobb betétdal – Leo F. Forbstein
  - jelölés: legjobb hang – Nathan Levinson
  - jelölés: legjobb eredeti történet – Heinz Herald, Geza Herczeg

## Fordítás
- Ez a szócikk részben vagy egészben  a   The_Life_of_Emile_Zola című angol Wikipédia-szócikk fordításán alapul.  Az eredeti cikk szerkesztőit annak laptörténete sorolja fel. Ez a jelzés csupán a megfogalmazás eredetét és a szerzői jogokat jelzi, nem szolgál a cikkben szereplő információk forrásmegjelöléseként.